# LIG
株式会社 LIG（英文社名　LIG Inc.）は、東京都台東区に本社を置くWeb制作・企画・運営会社。社名の由来は「Life is Good」の略からLIG（リグ）と名付けられた。

## 概要
WEBサービス制作事業、WEBマーケティングの運用を中心とした事業を行い。自社のオウンドメディア『LIGブログ』が月間400万PVを超えるなど大きな話題となった。2014年以降はゲストハウスやコワーキングスペースなど運営し地方創生事業もはじめた。

## 沿革
- 2007年　岩上貴洋がLIGを創業[3]。
- 2012年　吉原ゴウの株式会社アストロデオと合併し、新生LIGとなる[4]。
- 2013年　菊池良『世界一即戦力な男』のWEBサイト公開[5]。
- 2014年　ゲストハウス「LAMP野尻湖」、シェアオフィス「いいオフィス上野 by LIG」の運営開始[6]。
- 2016年　地方創生事業「おもしろ！JAPAN」スタート。
- 2017年　創業者の岩上貴洋が退職し、株式会社GIGを設立[3]。
- 2018年　吉原ゴウが新社長に就任。
- 2020年　クリエイター特化型コワーキングスペース「いいオフィス下北沢」を開業[7]。

## 主な事業
- いいオフィス上野（コワーキングスペース・シェアオフィス）
- いいオフィス池袋（コワーキングスペース・シェアオフィス）
- いいオフィス広島（コワーキングスペース・シェアオフィス）
- iioffice CEBU（コワーキングスペース・シェアオフィス）
- LAMP野尻湖（ゲストハウス）
- LAMP豊後大野（ゲストハウス）
- LAMP壱岐（ゲストハウス）
- おもしろ！JAPAN
- 旅と音楽